# Springer Publishing
Springer Publishing és una companyia editorial nord-americana, especialitzada en llibres i revistes acadèmiques i centrada als camps de la infermeria, la gerontologia, la psicologia, el treball social, el counseling, la salut pública, i la rehabilitació neuropsicològica. Va ser fundada en 1950 per Bernhard Springer, besnet de Julius Springer, i té la seu en el 15è. pis de la Salmon Tower, en Midtown (Manhattan), Nova York.

## Història
L'editorial Springer va ser fundada en 1950 per Bernhard Springer, el besnet nascut a Berlín de Julius Springer, qui va fundar Springer-Verlag (en l'actualitat, una companyia enterament independent).
Unes de les seves primeres publicacions destacades va ser la Livestock Health Encyclopedia, una enciclopèdia de la salut compilada pel doctor R. Seiden, i el Manual de cardiologia per a infermers, de 1952. Els llibres de la nova companyia ràpid es van ramificar a altres camps, com la medicina i la psicologia. Les publicacions d'infermeria van créixer ràpidament en nombre, especialment quan el manual Fàrmacs actualment en ús, un llibre de butxaca anual, es va convertir en un text de referència durant molts anys, venent més de 150.000 còpies d'algunes de les seves edicions. Una altra publicació, Proves de laboratori per a infermers, signat pel doctor Solomon Garb, publicat en 1954, va arribar a ser tan popular que va convertir a Springer en un dels editors més coneguts de textos d'infermeria. Les seves sis edicions van vendre gairebé 240.000 còpies, en 25 anys.
En la seva segona dècada, la companyia es va expandir a noves àrees editorials per reflectir la ràpida expansió del negoci de la cura de la salut. La gerontologia s'estava convertint en un tema d'interès creixent, i en els anys 1960 Bernhard Springer va publicar sis títols sobre l'envelliment, més que qualsevol altre editor, aconseguint una posició prominent en aquest camp. Entretant, va continuar incrementant les seves publicacions sobre psiquiatria i psicologia, com Should the Patient Know the Truth? (Ha de saber el pacient la veritat?), signada pel doctor Standard, i Dynamic Psychiatry in Simple Terms (Psiquiatria dinàmica en termes senzills), del doctor Mezer. Però va ser The Picture Arrangement Test (La prova de la combinació d'imatges), del llegendari psicòleg Silvan Tomkins, l'obra que va situar a Springer en una posició destacada en aquest camp.
Després de la mort de Springer en 1970, la seva dona Úrsula, membre honoraria de l'Acadèmia d'Infermeria, va assumir la direcció de la companyia, que va continuar expandint-se, afegint títols en els camps del treball social, la conselleria/orientació, la rehabilitació neuropsicològica, i la salut pública, a més d'editar revistes, anuaris, i la seva primera referència important, The Encyclopedia of Aging (L'enciclopèdia de l'envelliment), actualment (2016) en la seva quarta edició.
En 2004, Ursula Springer va vendre la companyia a Mannheim Holdings, LLC, filial del Mannheim Trust, una empresa familiar implicada activament en el negoci de l'atenció de la salut durant més de 130 anys. Des de llavors, les seves publicacions de referència inclouen la quarta edició de Grief Counseling and Grief Therapy (Consells sobre el dolor i teràpia del dolor), de William Worden, i la desena edició de Health Care Delivery in the United States (Presentació de la cura de la salut als Estats Units), editats per Anthony Kovner i James Knickman.